# حركة التجديد والعمل الديمقراطي
الحركة التجديد والعمل الديمقراطي (بالفرنسية: Mouvement pour la Renovation et l'Action Democratique)‏ كان حزبا سياسيا في جزر القمر.

## التاريخ
تأسس الحزب عام 1990. حصل على 3.1% من الأصوات في انتخابات 1992 البرلمانية، وفاز بمقعد واحد في جمعية الاتحاد.